# Maurice Caillet (médecin)
Pour les articles homonymes, voir Maurice Caillet et Caillet.
Maurice Caillet, né à Talence le 24 septembre 1933 et mort à Auray le 6 novembre 2021, est un essayiste français, chirurgien-gynécologue et urologue, membre de la franc-maçonnerie avant de la quitter à la suite d'une conversion religieuse.

## Biographie
Maurice Caillet est issu d'une famille bretonne, athée et anticléricale, qui avait apostasié. Il n'a pas été baptisé à la naissance et n'a reçu aucune éducation religieuse.
À l'âge de trente-cinq ans, il est initié à la franc-maçonnerie dans l'obédience maçonnique du Grand Orient de France où il reste durant quinze ans, puis s'affilie à la Rose-Croix AMORC, et s'intéresse à la radiesthésie, à l'occultisme en général, ainsi qu'à la magie blanche.
Il est interne aux hôpitaux de Paris et assistant à la faculté de médecine. Puis il exerce la chirurgie notamment gynécologique à Rennes. Chirurgien-urologue et gynécologue, il se dit rationaliste et scientiste, il est membre du Planning familial où il est un pionnier de la contraception et de l'Interruption volontaire de grossesse,.
Cependant, à l'âge de cinquante ans, lors d'un voyage à Lourdes en accompagnement de sa femme Claude gravement malade, il assiste à sa première messe ; il vit une conversion religieuse, et demande immédiatement le baptême : « À Lourdes, en 1983, le franc-maçon que j'étais tomba brutalement de son cheval, un peu comme saint Paul sur le chemin de Damas ».
Il est engagé dans le renouveau charismatique et membre sociétaire de l'Association des écrivains catholiques de langue française, membre du comité d'honneur de l'Alliance VITA et de Mère de miséricorde,.

## Analyses
Son parcours s'apparente à celui de John Salza et de Jim Shaw aux États-Unis et à celui de Burkhardt Gorissen en Allemagne.

## Publications
- Du secret des loges à la lumière du Christ, 1998, préface de l'abbé René Laurentin  (ISBN 978-2-90934-115-6) et réédition 2012  (ISBN 978-2-36463-063-5), traduit en polonais et en italien
  - édition en italien : I segreti delle logge alla luce di Cristo  (ISBN 978-8-87282-497-9)
- Hédonisme ou christianisme, 2001  (ISBN 978-2-90934-124-8)
- Rien n’est impossible à Dieu ; un charisme de guérison, 2002 éd. Le Sarment/éd. du Jubilé, Paris
- La franc-maçonnerie : un péché contre l’Esprit ?, 2004  (ISBN 978-2-90934-118-7)
- Occultisme ou christianisme, clefs de discernement, 2005  (ISBN 978-2-36463-062-8)
- Catholique et franc-maçon:est-ce possible ? éditions Icône de Marie (2008)  (ISBN 978-2-90934-150-7)
- J'étais franc-maçon, éditions Salvator 2009  (ISBN 978-2-7067-0706-3) traduit en espagnol, italien, portugais, slovène, croate
- L'avortement je croyais bien faire , édition Rassemblement à son image , 2017  (ISBN 978-2-36463-100-7)